# Estadio U. J. Esuene
El Estadio UJ Esuene es un estadio multiuso ubicado en la ciudad de Calabar en Nigeria.

## Historia
El estadio fue inaugurado el 2 de abril de 1977 con un partido internacional entre los locales del Calabar Rovers FC y el Bendel Insurance de Benin City, y dos semanas más tarde fue sede de otro partido internacional, don se enfrentaron el Enugu Rangers contra el Tonnerre Yaoundé, donde jugaron Christian Chukwu y Emmanuel Okala, ambos seleccionados nacionales de Nigeria, así como Roger Milla, seleccionado nacional por Camerún por parte de Tonnerre.
El estadio cuenta con capacidad para 16 000 espectadores y fue remodelado en 2009 para la Copa Mundial de Fútbol Sub-17 de 2009.

### Eventos
El estadio fue elegido como una de las sedes de la Copa Mundial de Fútbol Sub-20 de 1999 en cuatro partidos, uno de ellos en la ronda de octavos de final.
En 2003 fue una de las tres sede de los Juegos Panafricanos de 2003 en siete partidos en la categoría masculina, incluyendo una de las semifinales.
En 2009 fue sede de ocho partidos de la Copa Mundial de Fútbol Sub-17 de 2009 en la que Nigeria fue el organizador, incluyendo un partido de octavos de final y uno de cuartos de final.